# Abadía del Sagrado Corazón
La Abadía del Sagrado Corazón o la Abadía de Inkamana (en inglés:  Sacred Heart Abbey; Inkamana Abbey) es una abadía benedictina en Vryheid, KwaZulu-Natal, Sudáfrica, en la Diócesis de Eshowe. Pertenece a la Congregación de Santa Otilia.
La abadía fue fundada como una misión el 3 de agosto de 1922, después de que la Congregación Santa Otilia recibió permiso para hacer el trabajo misionero en el Vicariato Apostólico de Natal. La misión estuvo encabezada por el vicario apostólico Spreiter Thomas, que había estado trabajando en la África Oriental Alemana desde el año 1900.
Un edificio tipo monasterio de nueva construcción se terminó en 1949, y una iglesia fue consagrada en 1953.